# Верник, Александр Леонидович
Александр Леонидович Верник (род. 1947, Харьков) — русский израильский поэт.

## Биография
Александр Верник родился 30 мая 1947 года, в Харькове. Учился на русском отделении филологического факультета Харьковского университета. Как поэт, воспитывался в литературной студии Бориса Чичибабина. В СССР не печатался.
В 1978 году репатриировался в Израиль. Публиковался в журналах Двадцать два (Тель-Авив), Время и мы (Тель-Авив, Нью-Йорк), Континент (Париж), Новый журнал (Нью-Йорк), Знамя (Москва), Иерусалимский журнал; в электронных журналах Сетевая словесность (Россия) и Интерпоэзия (США), и др. Несколько стихотворений Верника напечатано в израильской периодике в переводах на иврит. Стихи Александра Верника вошли в ряд антологий: Освобожденный Улисс (Москва, 2004), Русские стихи 1950—2000 (Москва, 2010), в Антологию новейшей русской поэзии у Голубой Лагуны (Ньютонвилл, Коннектикут, в 1980—1986), Дикое поле. Стихи русских поэтов Украины конца XX века (2000, Харьков), и др. Ему принадлежат мемуарные очерки о Борисе Чичибабине, Михаиле Генделеве, Владимире Мотриче, Борисе Понизовском.

## Публикации

### Книги
Александр Верник издал три книги стихов:
- Биография (1987, Иерусалим)
- Зимние сборы (1991, Ленинград)
- Сад над бездной (1999, Иерусалим)

### Из мемуарных очерков
- Александр Верник. Осколки. О Михаилие Генделеве